# Vanek, Syunik
Vanek là một đô thị thuộc tỉnh Syunik, Armenia. Dân số ước tính năm 2011 là 54 người.